# كويولزوكي
كويولزوكي (بالإنجليزية: Coyolxāuhqui)‏ معنى اسمها «الأجراس الذهبية». ربة الأرض والقمر عند الأزتيك. وهي مرتبطة بالمعبودات الأربعمئة هويتزنونا Huitznauna الذين يخضعون لها. تملك قوى سحرية تؤذي بها إيذاءً كبيراً. وتقطع رأس أمها كوتليكو Coatlicue عندما تصبح حبلى. وعلى الفور ينبثق رب الشمس هویتزيلوتوکتلي (ويتزيلوبوتشتلي) كامل السلاح من رحم کوتليکو ويقتل کویولزوكي Coyolxauhqui مع كثير من أقاربها. وبحسب إحدى الروايات يقذف رأسها إلى السماء حيث تصبح القمر. ويعتقد أن أمه سوف ترتاح في الليل لرؤية وجه ابنتها في السماء.

## معرض صور

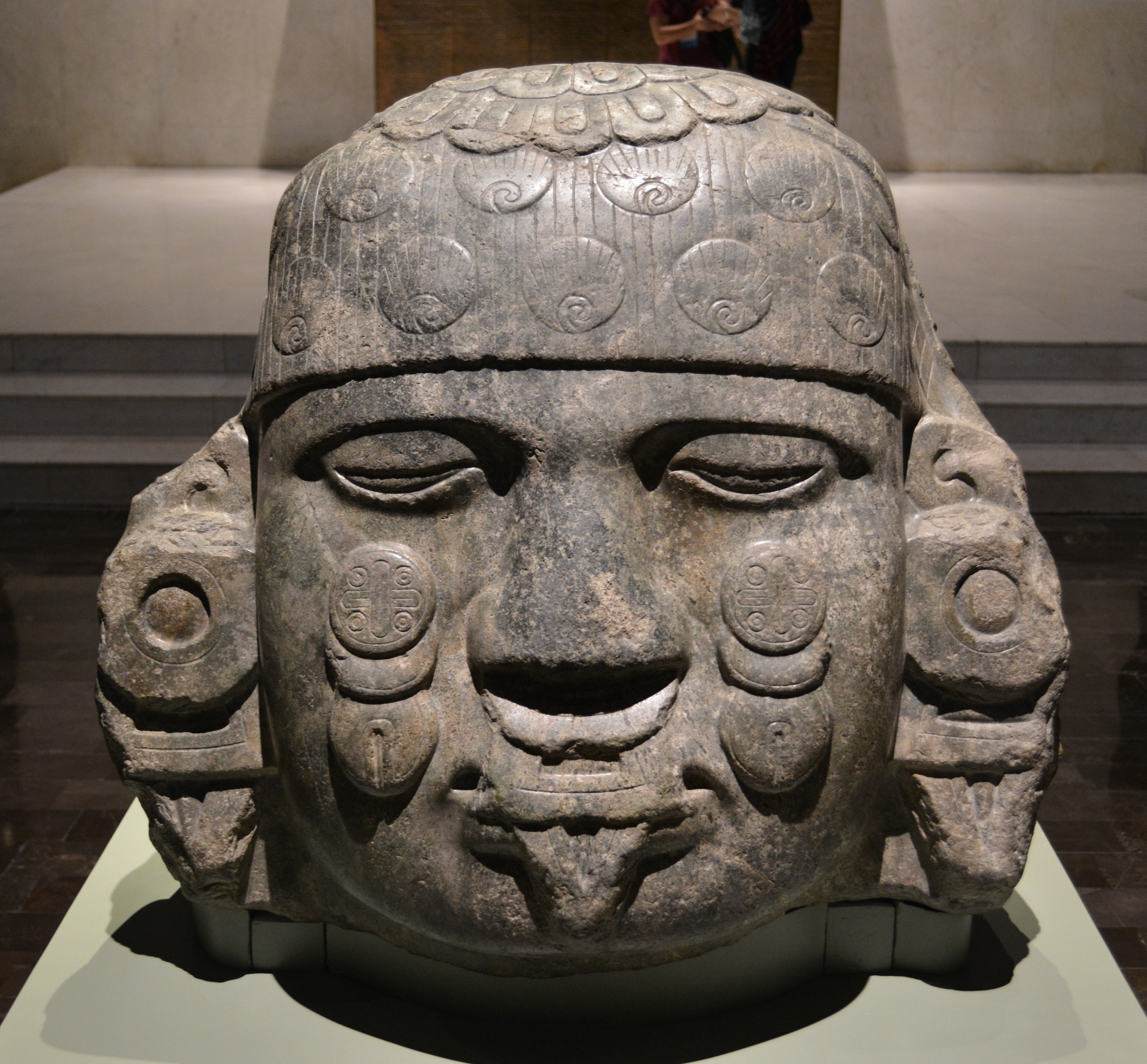
كويولزوكي
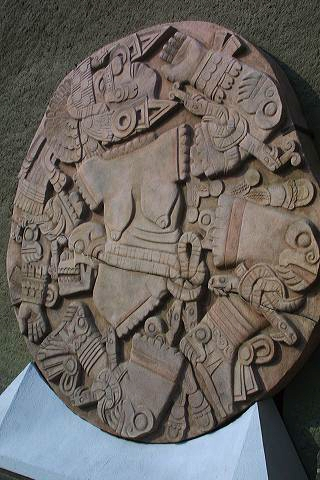
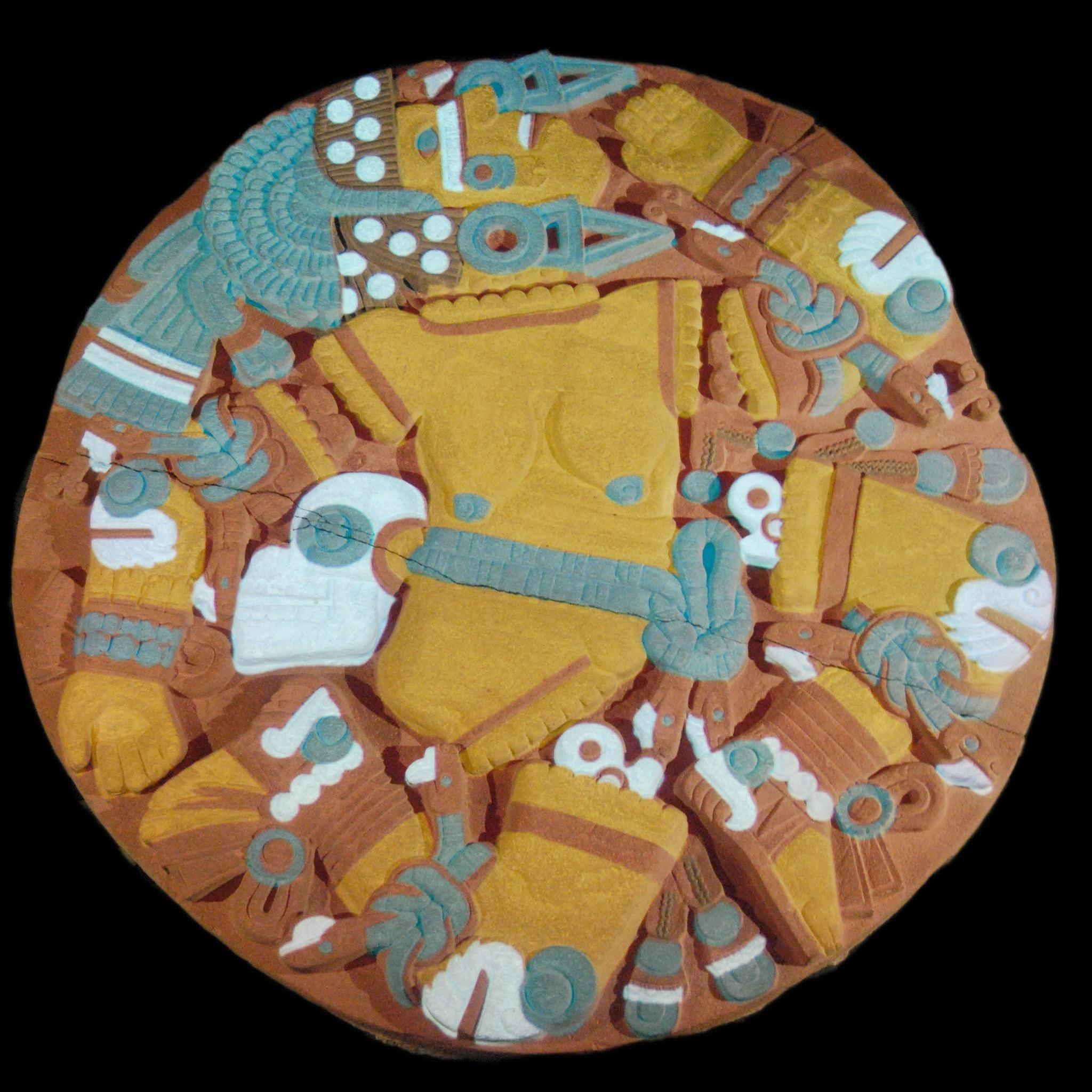
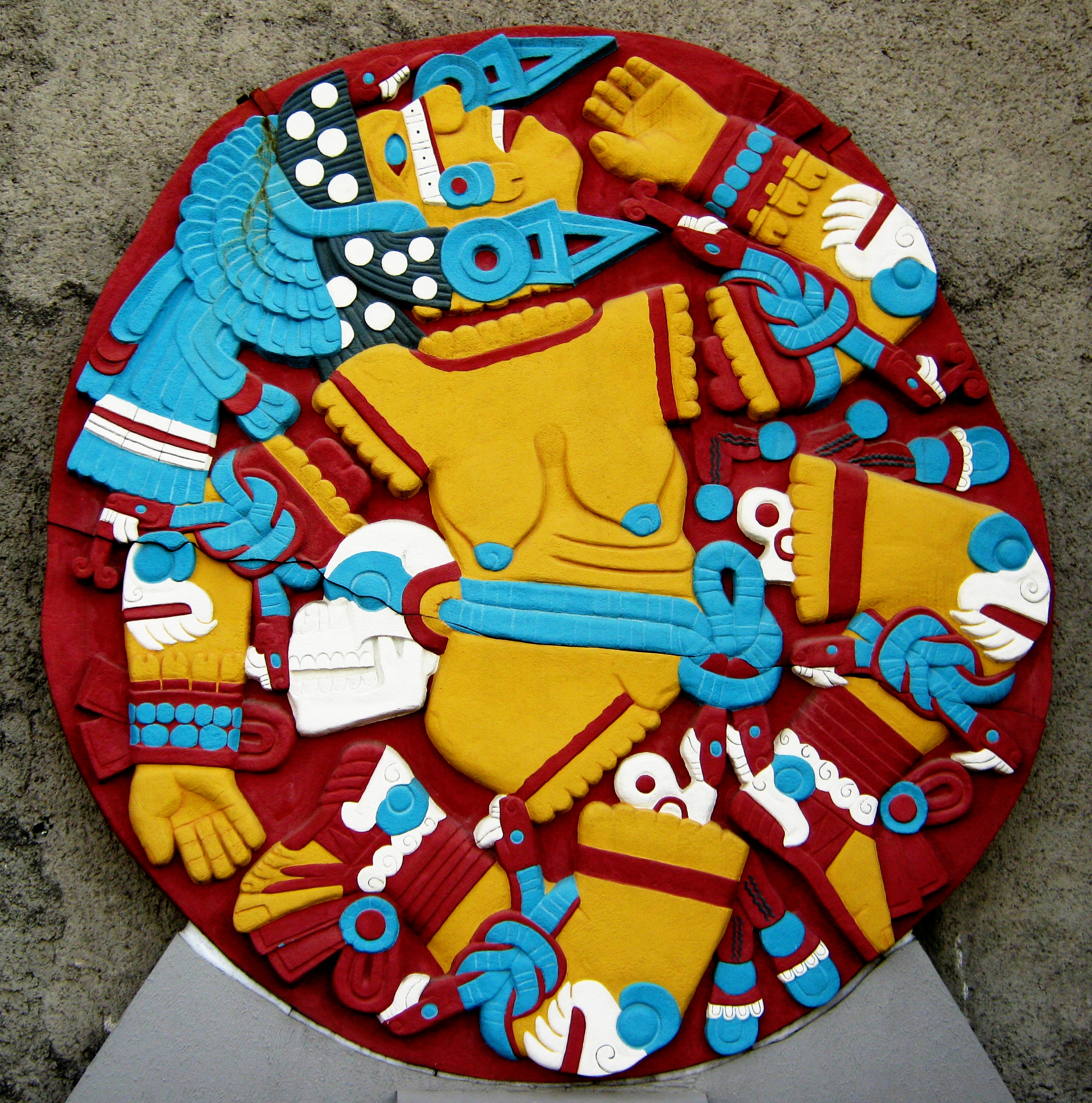
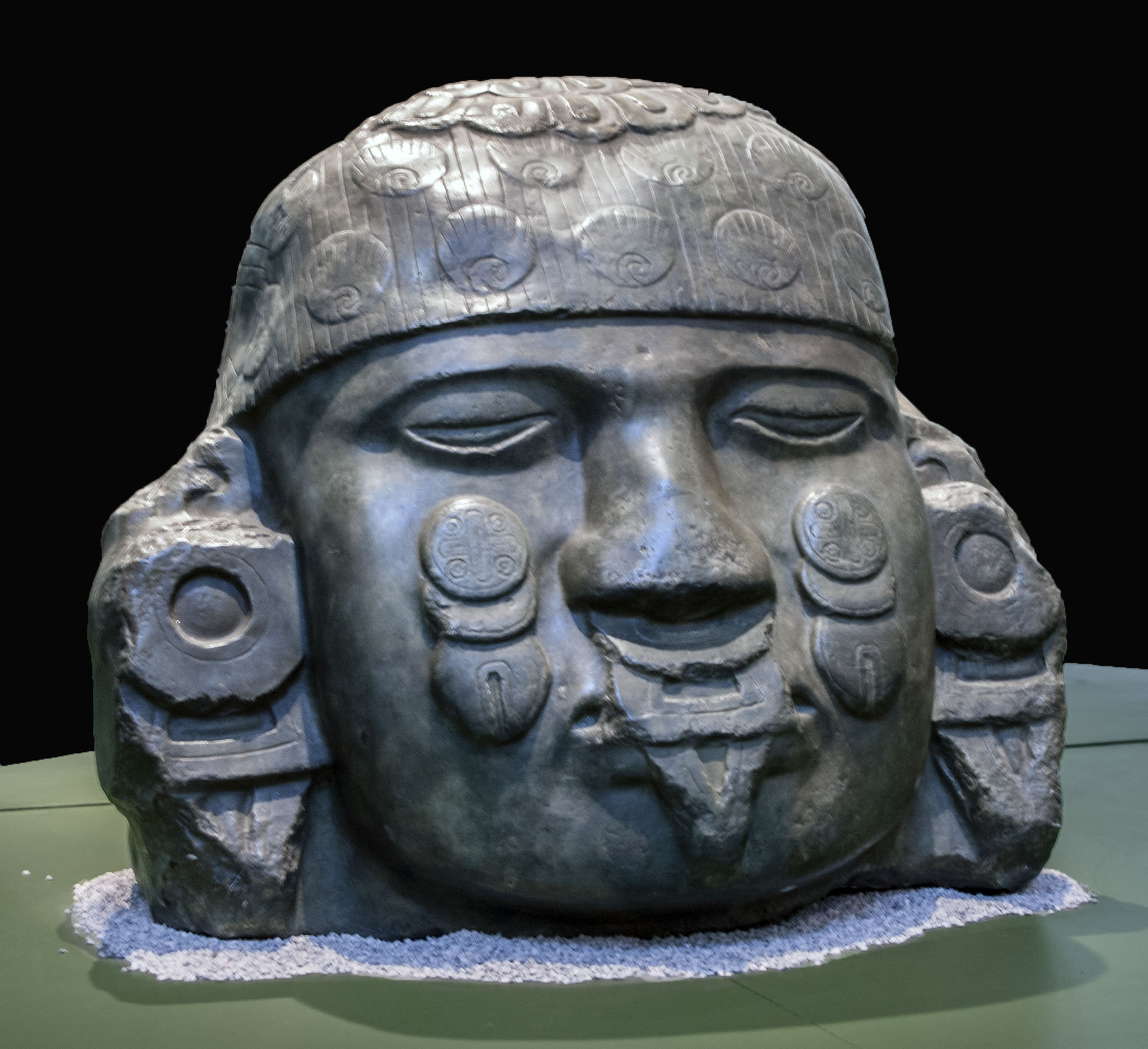
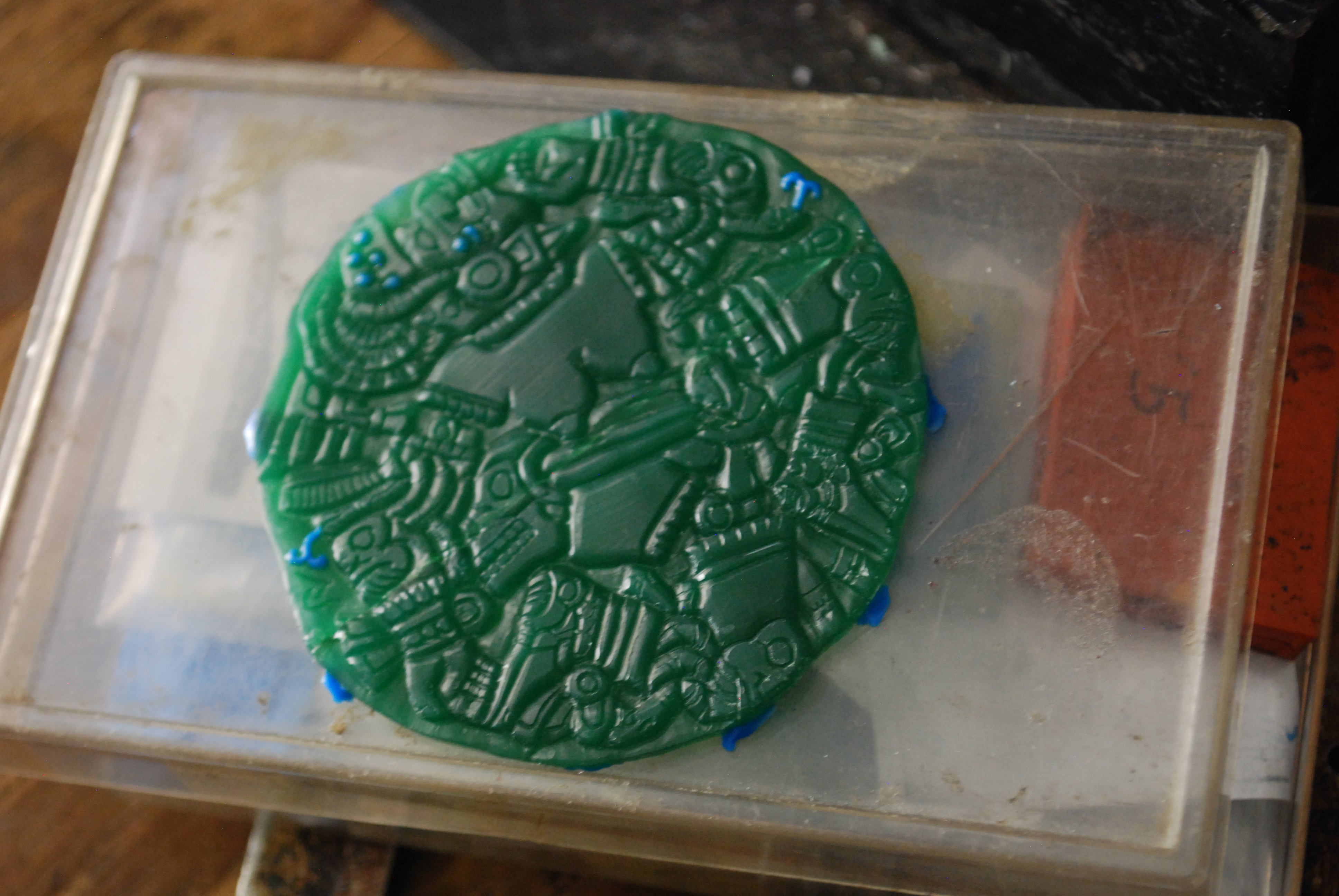
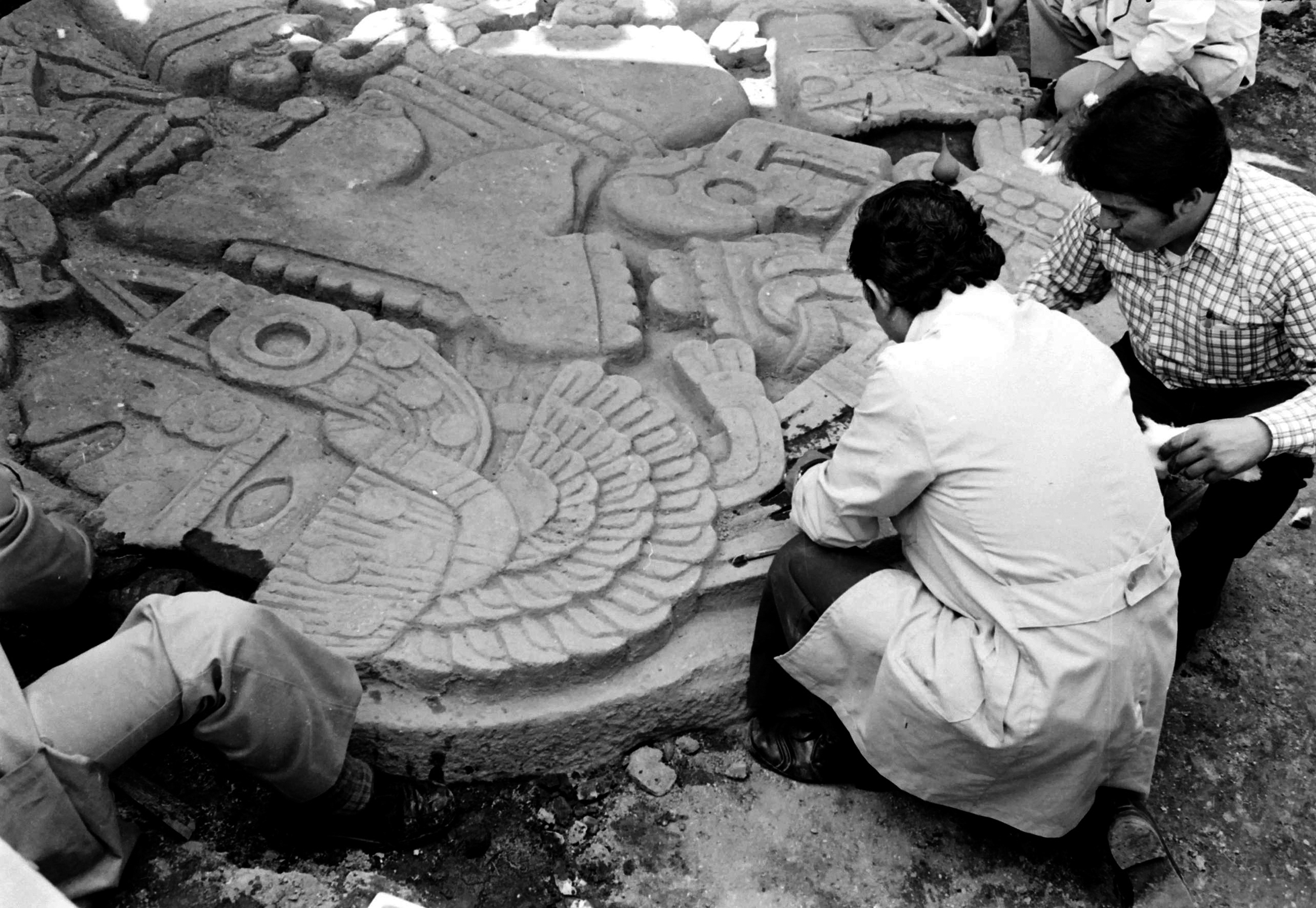
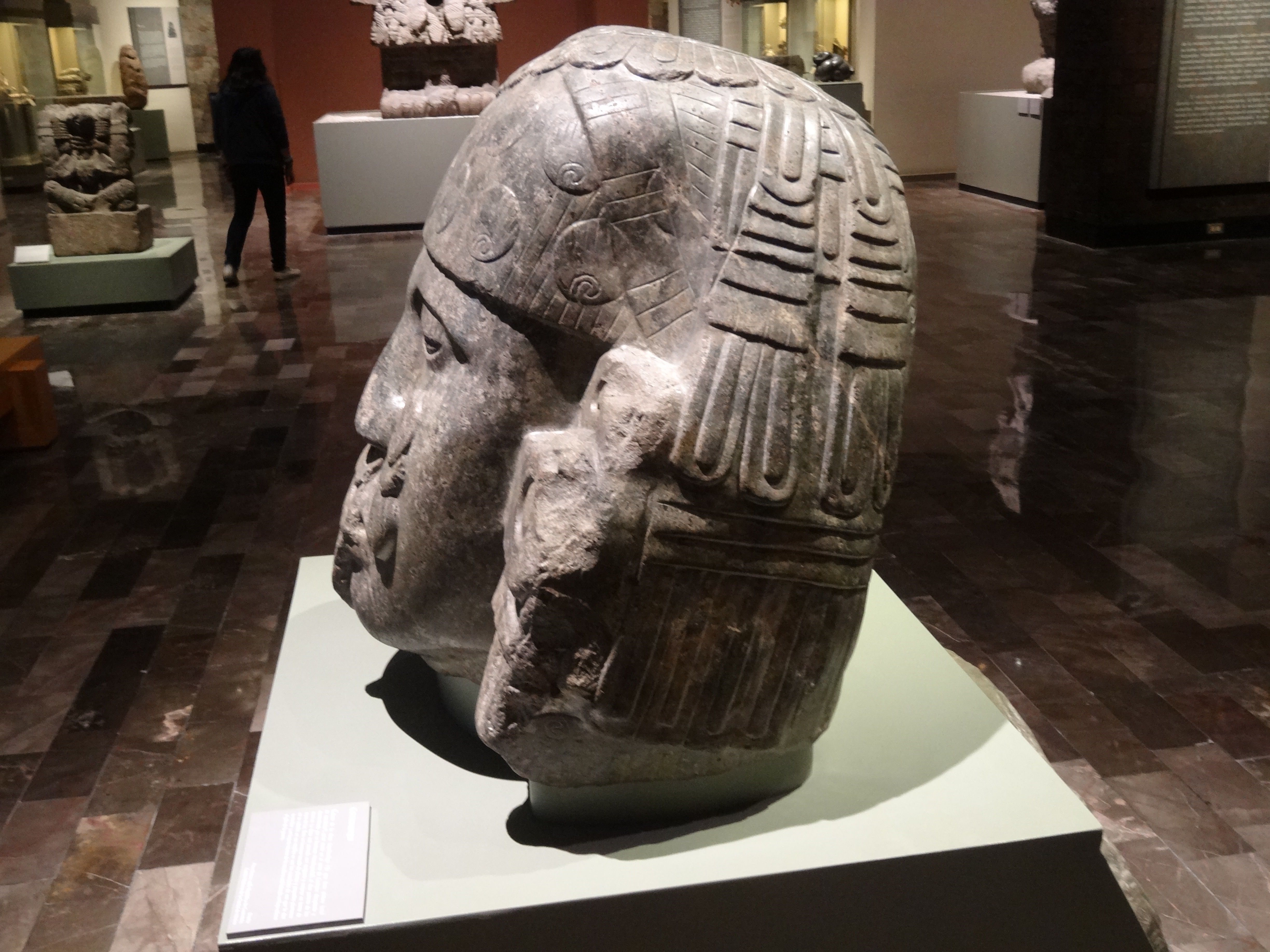
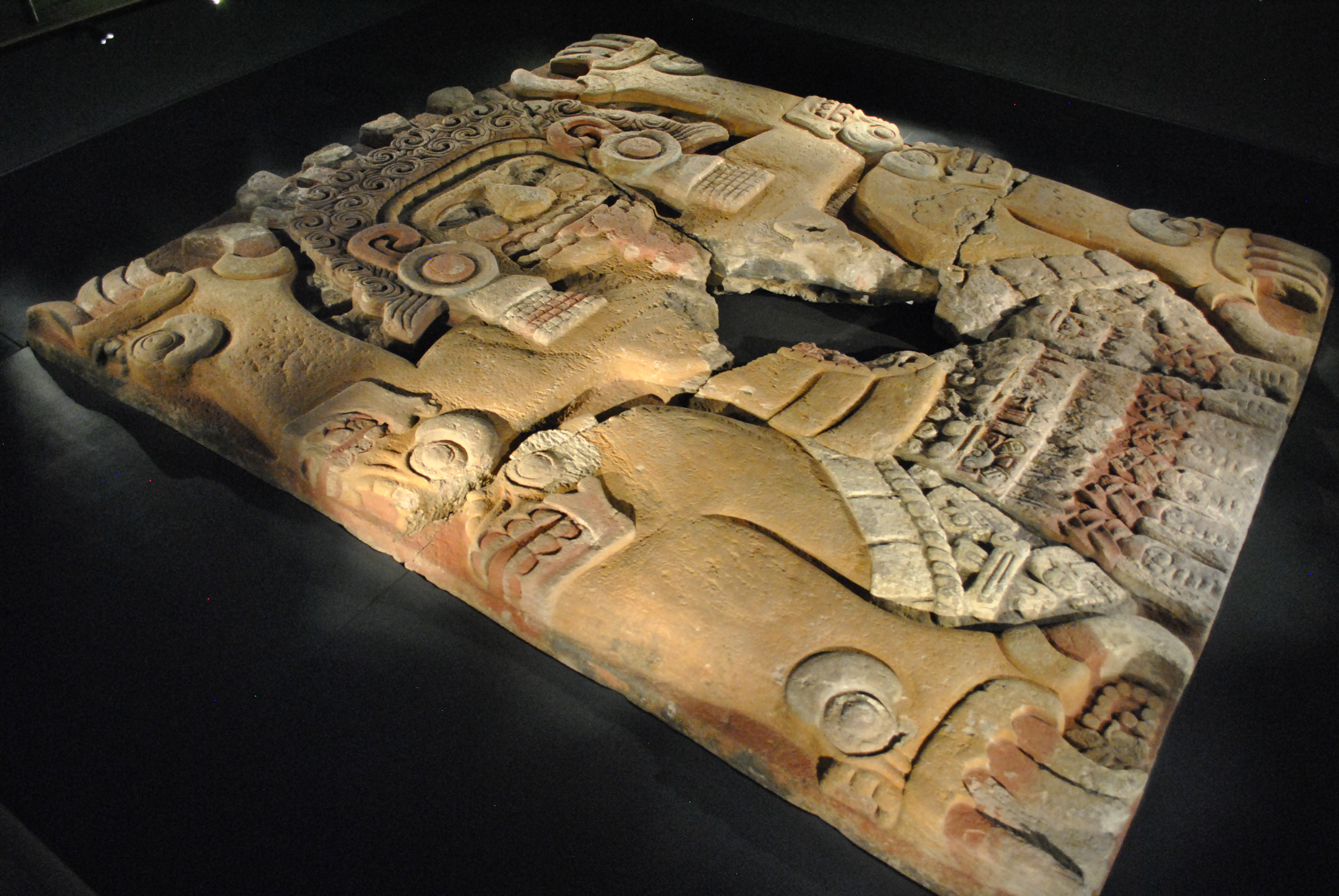